# Erskine
Erskine är en ort i Storbritannien.   Den ligger i kommunen Renfrewshire och riksdelen Skottland, i den nordvästra delen av landet, 600 km nordväst om huvudstaden London. Erskine ligger 25 meter över havet och antalet invånare är 15 437.
Terrängen runt Erskine är platt söderut, men norrut är den kuperad. Runt Erskine är det mycket tätbefolkat, med 1 886 invånare per kvadratkilometer. Närmaste större samhälle är Glasgow, 12,6 km öster om Erskine. Trakten runt Erskine består i huvudsak av gräsmarker.